# The Best: Nie zapomnisz nigdy
The Best: Nie zapomnisz nigdy – album kompilacyjny Jerzego Połomskiego zawierający jego największe przeboje, wydany w 2006 roku przez Agencję Artystyczną MTJ jako część serii The Best. Album doczekał się reedycji w 2015 roku oraz wersji winylowej w 2018 roku.

## Lista utworów

### WersjaCD
| Nr  | Tytuł utworu | Długość |
| --- | --- | ------- |
| 1.  | „Cała sala śpiewa z nami” (muz. U. Rzeczkowska, sł. J. T. Stanisławski)                                         | 02:50   |
| 2.  | „Jak to dziewczyna” (muz. S. Rembowski, sł. J. Bibik)                                                           | 05:08   |
| 3.  | „To ostatnia niedziela” (muz. J. Petersburski, sł. Z. Friedwald)                                                | 03:42   |
| 4.  | „Nie zapomnisz nigdy” (muz. J. Szczygieł, sł. A. Jastrzębiec-Kozłowski)                                         | 02:49   |
| 5.  | „Sentymentalny świat” (muz. S. Krajewski, sł. J. Has)                                                           | 03:34   |
| 6.  | „Kodeks” (muz. W. Korcz, sł. A. Kreczmar)                                                                       | 02:27   |
| 7.  | „Moja miła, moja cicha” (muz. A. Piechowska, sł. I. Iredyński)                                                  | 03:12   |
| 8.  | „Tylko ona jedna” (muz. J. Szczygieł, sł. Z. Stawecki)                                                          | 02:29   |
| 9.  | „Czy ty wiesz moja mała (Ein Spanischer tango und ein maedel wie du)” (muz. i sł. W. Jurmann, tł. E. Szlechter) | 03:31   |
| 10. | „Daj” (muz. J. A. Marek, sł. A. Kreczmar)                                                                       | 02:45   |
| 11. | „Bo z dziewczynami” (muz. A. Woźniakowski, sł. A. Bianusz)                                                      | 03:09   |
| 12. | „Od wzniosłości do śmieszności” (muz. W. Korcz, sł. T. Misiak)                                                  | 03:58   |
| 13. | „Co mówi wiatr” (muz. P. Czajkowski, sł. Z. Stawecki)                                                           | 03:55   |
| 14. | „Błękitna chusteczka” (muz. J. Petersburski, sł. A. Tur)                                                        | 02:14   |
| 15. | „Tak daleko nam do siebie” (muz. J. Szczygieł, sł. A. Kuryło)                                                   | 03:18   |
| 16. | „Iść za marzeniem” (muz. A. Skorupka, sł. J. Korczakowski)                                                      | 03:04   |
| 17. | „Nie przyznam się” (muz. E. Spyrka, sł. A. Kreczmar)                                                            | 03:49   |
| 18. | „Idź swoją drogą” (muz. i sł. C. François, J. Revaux, G. Thibaut, tł. W. Młynarski)                             | 03:20   |
|     | | 59:14   |

### Wersja winylowa
| Strona pierwsza | Strona pierwsza                                                                                                 | Strona pierwsza |
| Nr              | Tytuł utworu | Długość         |
| --------------- | --- | --------------- |
| 1.              | „Cała sala śpiewa z nami” (muz. U. Rzeczkowska, sł. J. T. Stanisławski)                                         | 02:50           |
| 2.              | „Jak to dziewczyna” (muz. S. Rembowski, sł. J. Bibik)                                                           | 05:08           |
| 3.              | „To ostatnia niedziela” (muz. J. Petersburski, sł. Z. Friedwald)                                                | 03:42           |
| 4.              | „Sentymentalny świat” (muz. S. Krajewski, sł. J. Has)                                                           | 03:34           |
| 5.              | „Tylko ona jedna” (muz. J. Szczygieł, sł. Z. Stawecki)                                                          | 02:29           |
| 6.              | „Czy ty wiesz moja mała (Ein Spanischer tango und ein maedel wie du)” (muz. i sł. W. Jurmann, tł. E. Szlechter) | 03:31           |

| Strona druga | Strona druga                                                                        | Strona druga |
| Nr           | Tytuł utworu                                                                        | Długość      |
| ------------ | ----------------------------------------------------------------------------------- | ------------ |
| 1.           | „Daj” (muz. J. A. Marek, sł. A. Kreczmar)                                           | 02:45        |
| 2.           | „Bo z dziewczynami” (muz. A. Woźniakowski, sł. A. Bianusz)                          | 03:09        |
| 3.           | „Co mówi wiatr” (muz. P. Czajkowski, sł. Z. Stawecki)                               | 03:55        |
| 4.           | „Błękitna chusteczka” (muz. J. Petersburski, sł. A. Tur)                            | 02:14        |
| 5.           | „Tak daleko nam do siebie” (muz. J. Szczygieł, sł. A. Kuryło)                       | 03:18        |
| 6.           | „Idź swoją drogą” (muz. i sł. C. François, J. Revaux, G. Thibaut, tł. W. Młynarski) | 03:20        |
| 7.           | „Nie zapomnisz nigdy” (muz. J. Szczygieł, sł. A. Jastrzębiec-Kozłowski)             | 02:49        |